# Braderie

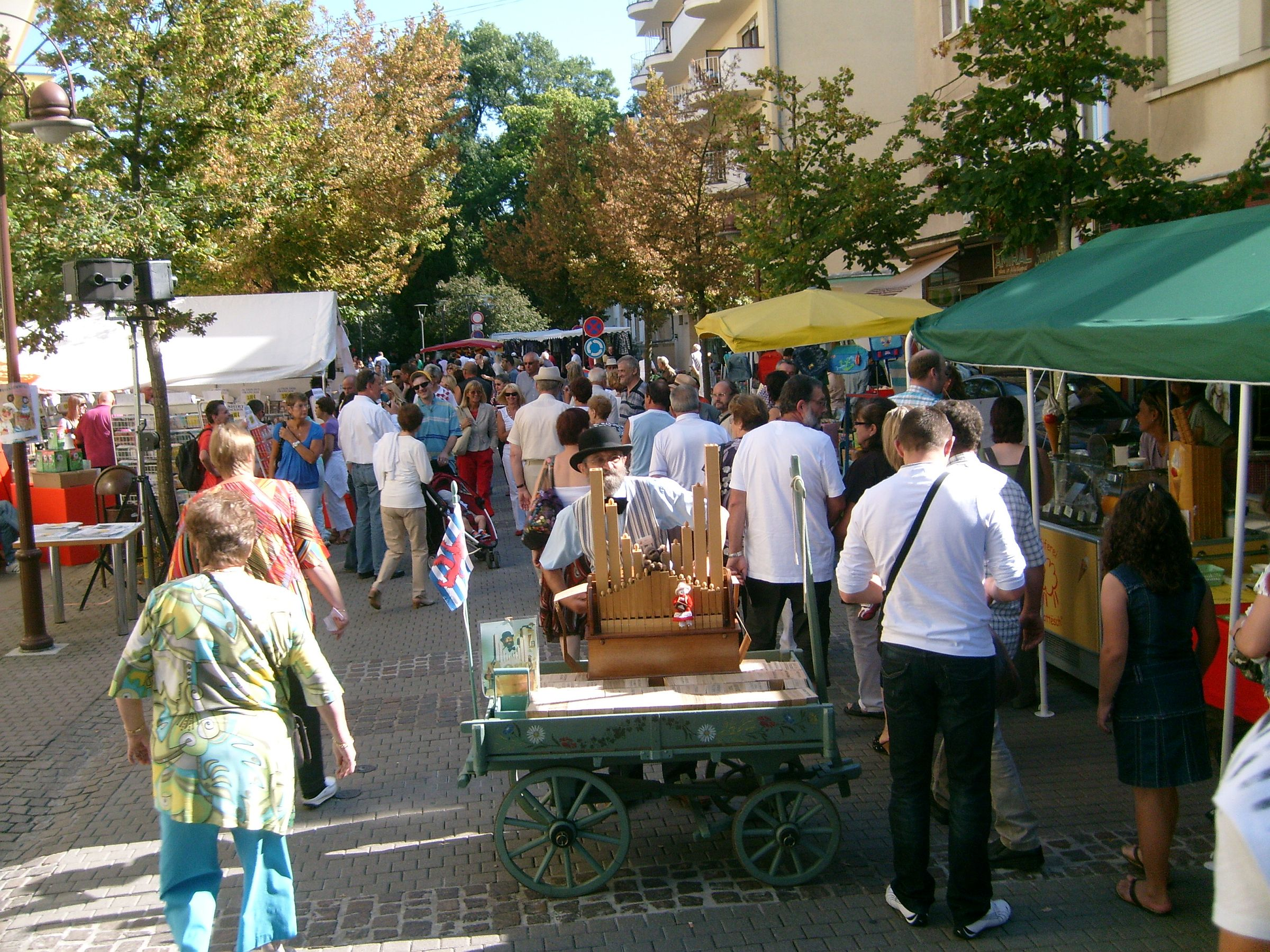
Braderie a Mondorf-les-Bains (2009)

Una braderie és un tipus fira comercial que té lloc majorment a l'aire lliure i que es localitza principalment al Països Baixos, Bèlgica, Luxemburg i el Nord – Pas de Calais; en general se celebra als mesos d'estiu.

## Etimologia
El terme braderie ve del verb francès brader, 'vendre a baix preu', vingut del mitjà-neerlandès braden («rostir», derivat del germànic brand, ‘tió encès'), per l'intermediari de dos dialectes del francès, el való i el picard. El nom ve del fet que a Flandes solia rostir carn i arengada en una fira per vendre aquests productes. Tanmateix, en el flamenc occidental local o dialecte influenciat pel flamenc occidental, la terminació Brabant -ij que s'utilitza més tard en la llengua estàndard és un so -ie. A causa del poder econòmic i cultural del comtat de Flandes al llarg de l'Edat Mitjana, fira es va convertir/va continuar sent el terme utilitzat per a aquests esdeveniments. La paraula s'ha adoptat sense canvis en luxemburgès i francès, i s'utilitza regularment per a fires a França, especialment al nord i l'oest del país.
Quasi totes les ciutats i grans pobles tenen la seva pròpia braderie i, sobretot als pobles, sovint és un dels esdeveniments socials més importants. La més coneguda és la Braderie de Lille, que al setembre atrau milions de visitants cada any.
Els venedors locals tenen parades, fora de les seves botigues habituals, on vendran els seus productes a un preu reduït. Aquesta configuració bàsica està acompanyada sovint pels comerciants externs, amb diverses parades de menjar, un mercat de puces, els artesans que fan les eines tradicionals, art o calcer -com els esclops de fusta-, música en directe -sovint tocada per un grup local-, teatre al carrer i gent vestida amb vestits tradicionals.